# IBM 5550

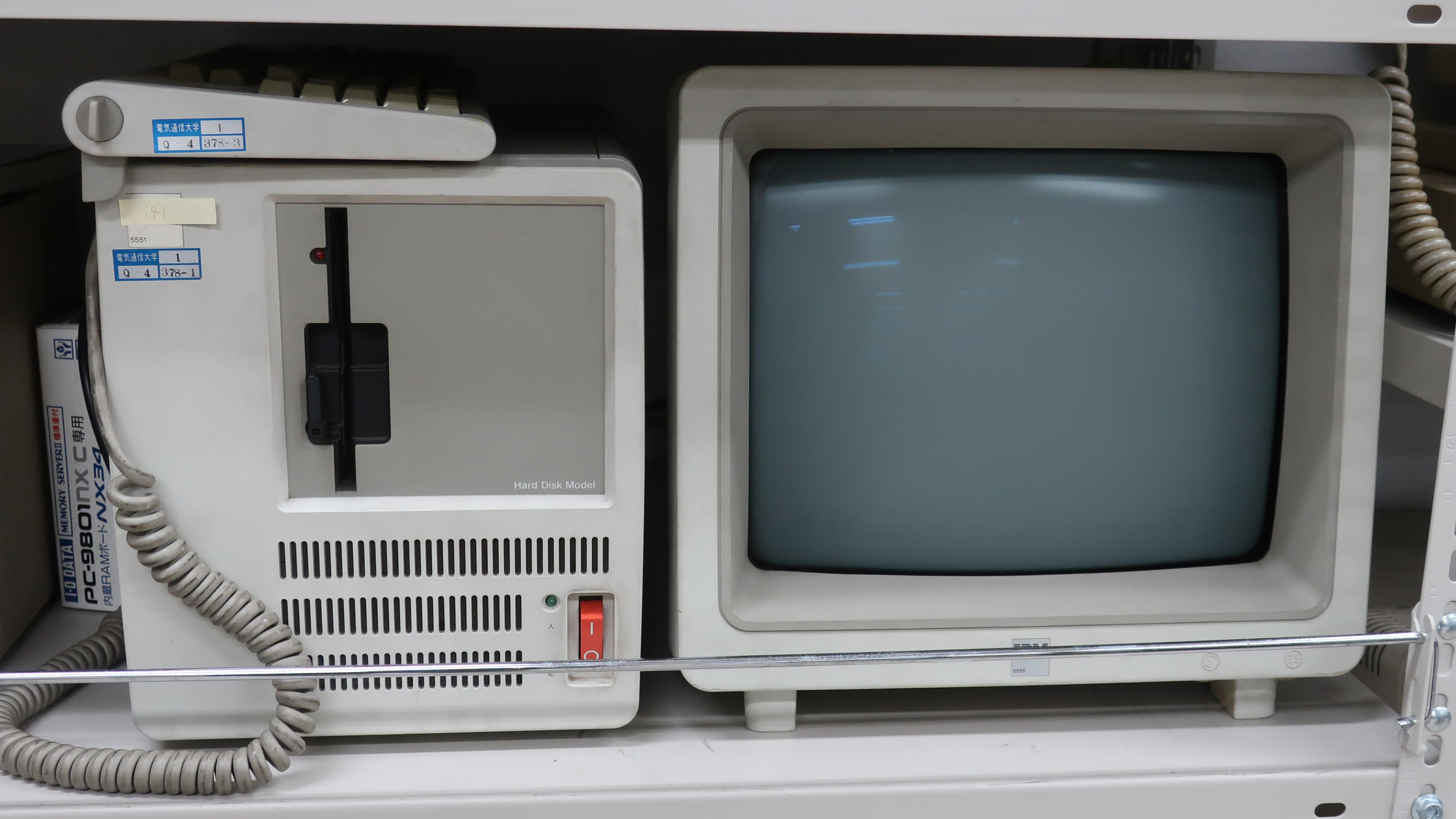
IBM 5551 Computer und IBM 5555 Bildschirm

Der IBM 5550 ist eine Serie von Mikrocomputern, welche in den 1980ern und 1990ern in Ostasien vermarktet wurde. Sie wurde damit vermarktet, dass sie die drei Rollen PC, Schreibmaschine und Terminal in einem Rechner vereinte.
Der IBM PC, welcher seit 1981 auf dem Markt war, konnte nicht mit ostasiatischen Sprachen umgehen, da der Intel 8088-Prozessor, der im IBM PC und in dessen Nachfolger PC XT verwendet wurde, nicht leistungsfähig genug war und die Auflösung des Bildschirms zu niedrig für die chinesischen Schriftzeichen war.
Daraufhin wurde der IBM 5550 veröffentlicht, der den leistungsfähigeren 8086-Prozessor und einen hochauflösenden Bildschirm mit 1024×768 Pixeln (einige Varianten auch nur 720×512) verwendete. Zunächst verwendete der IBM 5550 eine eigene Architektur, später wurde die Micro Channel Architecture des Personal System/2-Rechners übernommen. Der Rechner wurde 1983 erstmals in Japan vermarktet, später folgten Versionen für Korea, VR China und Taiwan. Als Betriebssystem kamen MS-DOS und OS/2 zum Einsatz.